# Bone Dry
Bone Dry is een Amerikaanse thriller uit 2007 van regisseur Brett A. Hart. De film bestaat voor 90% uit scènes waarin enkel de twee hoofdpersonages voorkomen. Bone Dry is het regiedebuut van Hart, die de film tevens schreef en produceerde (beide eveneens voor het eerst).

## Verhaal
Wanneer Eddie een bar nabij de Mojavewoestijn verlaat, wordt hij door een onbekende man met een klap op zijn achterhoofd bewusteloos geslagen. Hij wordt wakker in de woestijn met een walkietalkie naast hem. De man die hem neersloeg vertelt hem dat hij hem onder schot houdt. Eddie moet van hem enkel en alleen naar het noorden lopen, de woestijn door. Hij stelt zich voor als Jimmy. Eddie heeft geen idee wie hij is en waarom Jimmy hem hiertoe dwingt, maar heeft geen keus en begint te lopen.
Dag na dag verstrijkt. Eddie verbrandt in de zon en heeft dorst. Jimmy zorgt ervoor dat er soms flessen water op Eddies pad verschijnen, zodat hij niet uitdroogt. Soms bevatten de flesjes zout water of water met een verdovingsmiddel, ter treiterij. Wanneer Eddie bewusteloos raakt na het innemen van een van de flesjes met verdovingsmiddel, wordt hij naakt wakker. Zijn handen zitten in handboeien, terwijl hij een metershoge cactus omhelst. Pijnloos is onmogelijk, maar Eddie weet vrij te komen. Een volgende keer wordt hij wakker terwijl hij tot aan zijn nek begraven is in het woestijnzand.
Eddie geeft steeds minder om overleven en verlangt wanhopig naar zijn vrouw en kind, maar komt uiteindelijk aan de andere kant van de woestijn. Daar vindt hij twee menselijk schedels in het zand. Dan komt Jimmy naderbij en begint te vertellen.
Hij roept herinneringen bij Eddie op, van de tijd dat die als huurmoordenaar een echtpaar en hun zoontje neerschoot en begroef in de woestijn. Zij zouden te veel hebben geweten over de crimineel waar Eddie voor werkte. De schedels die hij net aantrof, zijn van de vrouw en het jongetje die hij vermoordde. De man overleefde zijn verwondingen destijds echter en wist zich uit de kuil te werken waarin Eddie hun begroef. Die man is Jimmy. Hij vertelt Eddie dat hij, naast de mislukte moordaanslag op hem, een tweede fout gemaakt heeft destijds. Jimmy wist en weet niets van Jimmy's baas destijds. Zijn vrouw en zoontje zijn voor niets gedood. Met verschillende kogelschoten completeert hij zijn wraak op Eddie en vertrekt.

## Rolverdeling
- Luke Goss: Eddie
- Lance Henriksen: Jimmy
- Tom Lister jr.: Mitch
- Carl Buffington: Marty
- Dee Wallace-Stone: Joanne
- Jennifer Siebel: Jimmy's vrouw